# Expeditions: Conquistador
Expeditions: Conquistador — компьютерная ролевая тактическая игра, проект датского разработчика Logic Artists. Была выпущена издателем BitComposer для платформ Windows, Linux и Macintosh 30 мая 2013 года. Expeditions: Conquistador получила частичное финансирование с помощью Kickstarter.

## Игровой процесс
В начале игроку предлагают создать собственного героя, выбрав имя, внешний вид, пол и показатели шести навыков (тактика, дипломатия, лечение, выживание, разведка и лидерство). После этого он занимается созданием своего отряда, куда первоначально могут войти десять человек, максимальный размер составляет двадцать человек.
Будущие соратники различаются как половой принадлежностью, так классом и характером. В случае несоответствия действий героя взглядам его соратников их боевой дух снижается, и в итоге может возникнуть мятеж.
На стратегической карте отряд героя изучает неизведанные земли в Центральной Америке, попутно выполняя игровые квесты и добывая ресурсы, которые могут быть использованы для производства и торговли. После исчерпания очков движения отряд устанавливает лагерь, во время ночёвки разные классы могут получить конкретные задания.
В бою на гексагональном поле могут принимать участие только соратники главного героя в размере шесть человек. Также дозволено расставлять баррикады и применять ловушки, зажигательные смеси и артиллерию. После окончания схватки накопленный опыт может быть направлен на улучшение навыков соратников и получение ими новых способностей.
Кроме одиночной игры существует мультиплеер в формате hot-seat и сетевого соединения, позволяющий пользователям сразиться в 25 сюжетных боях.

## Создание
Expeditions: Conquistador была создана датскими разработчиками Logic Artists, основу команды составляло от 8 до 10 программистов вместе с фрилансерами и интернами. Своим появлением игра была обязана заданию в университете, целью которого было создать демоверсию игры для одного человека в качестве целевой аудитории. XNA-демка была создана за три недели в формате 2D. Через пару месяцев она превратилась в игру для Windows Phone 7. В апреле 2012 года разработчики с нуля начали создание Expeditions: Conquistador как пошаговой ролевой игры в формате 3D, издатель BitComposer выпустил игру 30 мая 2013 года.
В процессе создания на разработчиков повлияли следующие игры: King’s Bounty (общая структура игры), серии игр Heroes of Might and Magic и Dungeons & Dragons вместе с первыми двумя играми серии Fallout (создание боевой системы), а также Rainbow Six и X-COM (управление солдатами).
Разработчики хотели создать игру, в которой главной движущей и сюжетной силой было бы изучение неизведанных территорий. Выбор пал на эпоху Великих географических открытий и испанскую колонизацию Америки.
В сентябре 2012 года датская студия Logic Artists смогла собрать на Kickstarter около 77 247 $ из запланированных 70 000 $ на разработку игры. Первоначально релиз был запланирован на январь 2013 года, но разработка затянулась ещё на шесть месяцев.

## Сюжет
Главным героем является испанский дворянин, отправившийся в Центральную Америку в 1518 году с целью получить золото и влияние. Во время своего путешествия он может повлиять на судьбу открытых земель.

## Приём
Expeditions: Conquistador получила среднюю оценку 77 из 100 от Metacritic и 81,25 % от GameRankings.
Обозреватель журнала «Игромания» Вячеслав Грабский дал игре оценку 7 из 10 баллов. Положительно были оценены общая атмосфера игры и её сеттинг, претензии вызвали тактическая часть и однообразные сражения.
Журналист сайта «Riot Pixels» Константин ‘Bobik’ Фомин удостоил «Expeditions: Conquistador» оценки в 75 % из 100. Одобрение получили игровой процесс и атмосфера, а также наличие фактора случайных событий. Критике подверглись небольшой размер игровой карты и сценарий.
Рецензент украинского сайта «itc.ua» Юрий Мелков в целом положительно оценил игру, особо отметив антураж и ряд оригинальных идей. Вместе с тем он указал наличие мелких неудобств и дисбаланс игровых классов.

## Продажи
Летом 2018 года, благодаря уязвимости в защите Steam Web API, стало известно, что точное количество пользователей сервиса Steam, которые играли в игру хотя бы один раз, составляет 130 612 человек.